# Самарський Олександр Сергійович
Олександр Сергійович Самарський (18 грудня 1956, Одеса) — український дипломат. Кандидат філософських наук. 

## Біографія
Народився 18 грудня 1956 року в місті Одеса. Батько — Сергій Левкович — відомий український зоолог, мати — Ганна Романівна — філолог.
Закінчив загальноосвітню школу № 1 м. Черкаси.
У 1979 році закінчив Черкаський педагогічний інститут та здобув кваліфікацію біолога.
У 1994—1995 — перший секретар, радник відділу Управління СНД МЗС України.
У 1995—1998 — радник, завідувач відділу Управління політичного аналізу та планування МЗС України.
У 1997—1998 — працював у складі місії ОБСЄ у Нагірному Карабасі.
У 1998—2001 — працював Постійному представництві України при міжнародних організаціях у Відні.
У 2002—2002 — начальник відділу Управління політичного аналізу та планування МЗС України.
У 2002—2004 — заступник начальника Управління євроатлантичного співробітництва МЗС України.
У 2004—2006 — працював у складі місії ОБСЄ у Нагірному Карабасі.
У 2006—2007 — начальник Управління інформаційного забезпечення та іміджевої політики МЗС України.
У 2007—2009 — заступник директора Департаменту інформаційних технологій МЗС України.
У 2009—2010 — заступник директора; в.о. директора Департаменту інформаційної політики МЗС України; Посол з особливих доручень МЗС України.
З 08 вересня 2010 — 10 квітня 2014 — Надзвичайний і Повноважний Посол України в Ісламській Республіці Іран.
З 2014 року — експерт у ГО «Центр дослідження Росії»«Самарський Олександр. - Центр дослідження Росії [Архівовано 8 березня 2022 у Wayback Machine.]»